# خلنج ترسي
خلنج ترسي (الاسم العلمي:Erica peltata) هو نوع من النباتات يتبع جنس الخلنج من الفصيلة الخلنجية.